# AT&T National
Le Quicken Loans National est un tournoi de golf masculin du PGA Tour. Cette épreuve fut créée en 2007 sous le nom de AT&T National et se dispute en juillet sur le parcours du Congressional Country Club à Bethesda (Maryland) (États-Unis). Au calendrier du PGA Tour, il remplace The International. La modification de calendrier est officiellement annoncée le 7 mars 2007 à la suite de l'annulation du tournoi The International annoncée le 8 février.
Dotée de six millions de dollars, l'édition inaugurale se tient du 5 au 8 juillet 2007. Le sud-coréen Choi Kyung-Ju remporte cette première édition.

## Palmarès
| Année                  | Joueur           | Nationalité   | Score                 |
| AT&T National          | AT&T National    | AT&T National | AT&T National         |
| ---------------------- | ---------------- | ------------- | --------------------- |
| 2007                   | K.J. Choi        | Corée du Sud  | 66-67-70-68=271 (-9)  |
| 2008                   | Anthony Kim      | États-Unis    | 67-67-69-65=268 (-12) |
| 2009                   | Tiger Woods      | États-Unis    | 64-66-70-67=267 (-13) |
| 2010                   | Justin Rose      | Angleterre    | 69-64-67-70=270 (-10) |
| 2011                   | Nick Watney      | États-Unis    | 70-69-62-66=267 (−13) |
| 2012                   | Tiger Woods      | États-Unis    | 72-68-67-69=276 (-8)  |
| 2013                   | Bill Haas        | États-Unis    | 70-68-68-66=272 (-12) |
| Quicken Loans National |                  |               |                       |
| 2014                   | Justin Rose      | Angleterre    | 74-65-71-70=280 (-4)  |
| 2015                   | Troy Merritt     | États-Unis    | 70-68-61-67=266 (-18) |
| 2016                   | Billy Hurley III | États-Unis    | 66-65-67-69=267 (-17) |